# Харьковское (электродепо)
Электродепо «Ха́рьковское» (укр. Ха́рківське) (ТЧ-3) — электродепо Киевского метрополитена, обслуживает Сырецко-Печерскую линию. Начальник — Пашко Владимир Иванович.

## История
Депо открыто 23 августа 2007 года. Площадь земельного участка электродепо составляет 9,5 га, общая протяженность деповских путей — 9,5 км. Стоимость строительства первой (пусковой) очереди депо составила около 390 млн грн.
Производственные мощности депо рассчитаны на выполнение технического обслуживания и текущих ремонтов 305 вагонов, в том числе: 190 вагонов — отстой в депо, 115 вагонов — отстой на линии и в ремонте.

### Обслуживаемые линии
| # | Линия                   | Период                 |
| - | ----------------------- | ---------------------- |
| 3 | Сырецко-Печерская линия | 2007 — настоящее время |

## Подвижной состав

### Пассажирский подвижной состав
| Тип вагонов                 | Период                 | Вагонов в составе | Состояние               |
| --------------------------- | ---------------------- | ----------------- | ----------------------- |
| 81-717.5/714.5              | 2007 — настоящее время | 5                 | регулярная эксплуатация |
| 81-717.5М/714.5М            | 2007 — настоящее время | 5                 | регулярная эксплуатация |
| 81-7021/7022                | 2009 — настоящее время | 5                 | регулярная эксплуатация |
| 81-540.2К/541.2К            | 2014 — настоящее время | 5                 | регулярная эксплуатация |
| 81-572/573 / 81-717.3/714.3 | 2023 — настоящее время | 5                 | регулярная эксплуатация |

В 2012 году проходил испытания состав из вагонов 81-7036/7037, поступивший затем в эксплуатацию в электродепо ТЧ-2 «Салтовское» Харьковского метрополитена, обслуживающее Салтовскую линию.